# Nigeria
Nigeria, oficial Republica Federală Nigeria, (pronunție românească: [nidʒerɪa]; Jamhuriyar Taraiyar Nijeriya (Hausa) Ọ̀hàńjíkọ̀ Ọ̀hànézè Naìjíríyà (Igbo) Orílẹ̀-èdè Olómìniira Aláàpapọ̀ Nàìjíríà (Yoruba)) este o țară situată în partea vestică-mijlocie a Africii, în Golful Guineii, mărginită cu Benin la vest, Ciad și Camerun în est, și Niger la nord. Numele Nigeria a fost preluat de la fluviul Niger, care străbate țara. Din puncte de vedere administrativ, Nigeria este o republică constituțională federativă, ce constă din 36 de state și Teritoriul Capitalei Federale, nivelului Abuja.
Deși în zona Nigeriei de astăzi au existat multe regate și imperii, Nigeria modernă își are originea în colonizarea britanică a regiunii de la sfârșitul secolului al XIX-lea și începutul secolului XX, formându-se din unirea a două protectorate britanice învecinate: Protectoratul Nigeriei de Sud și Protectoratul Nigeriei de Nord. În timpul perioadei coloniale, britanicii au înființat noi structuri administrative și juridice, păstrând în același timp voievodatele tradiționale. Nigeria a obținut independența în 1960, intrând în război civil câțiva ani mai târziu. De atunci și până la momentul actual au alternat guverne civile alese în mod democratic cu dictaturi militare, alegerile prezidențiale din 2011 fiind considerate primele care s-au desfășurat într-un mod relativ liber și corect.
Nigeria este adesea menționată sub apelativul „gigantul Africii”, datorită populației și economiei sale de mari dimensiuni. Nigeria este cea mai populată țară din Africa și a șasea cea mai populată țară din lume, având aproximativ 223 milioane de locuitori. Nigeria are de asemenea una dintre cele mai mari populații de tineri din lume. Pe teritoriul țării locuiesc peste 500 de grupuri etnice, cele mai numeroase fiind Hausa, Igbo și Yoruba. Din punct de vedere religios, aproximativ jumătate din locuitorii țării sunt creștini, care trăiesc mai ales în sudul și centrul țării, și musulmani, concentrați mai ales în regiunile nordice și sud-vest. O mică parte a populației aderă la religii native, cum ar fi cele ale popoarelor Igbo și Yoruba. Nigeria rămâne o țară relativ săracă, fapt datorat în principal corupției.
În 2014, economia Nigeriei (conform PIB) a devenit cea mai mare din Africa, având la momentul acela un PIB de peste 500 miliarde de dolari, și a depășit Africa de Sud devenind a 21-a cea mai mare economie din lume. În plus, Nigeria are datorii externe relativ scăzute, ponderea datoriei în PIB fiind de numai 11 la sută. Rezervele de petrol ale țării au jucat un rol important în dezvoltarea sa. Nigeria este considerată a fi o țară în curs de dezvoltare de către Banca Mondială și a fost identificată drept o putere regională în Africa. Este un membru al grupului „MINT” de țări, considerate drept următoarele economii „BRIC” ale lumii. Nigeria este un membru a Comunității Națiunilor, Uniunii Africane, OPEC și ONU.
Cu toate că au loc scrutine electorale cu vot universal, democrația nu este încă stabilită, la ultimul scrutin electoral având loc fraude masive, conform observatorilor internaționali. Din 1991 capitala țării este în noul oraș Abuja.

## Istorie

### Anii (500 B.C. -1500 A.D.)

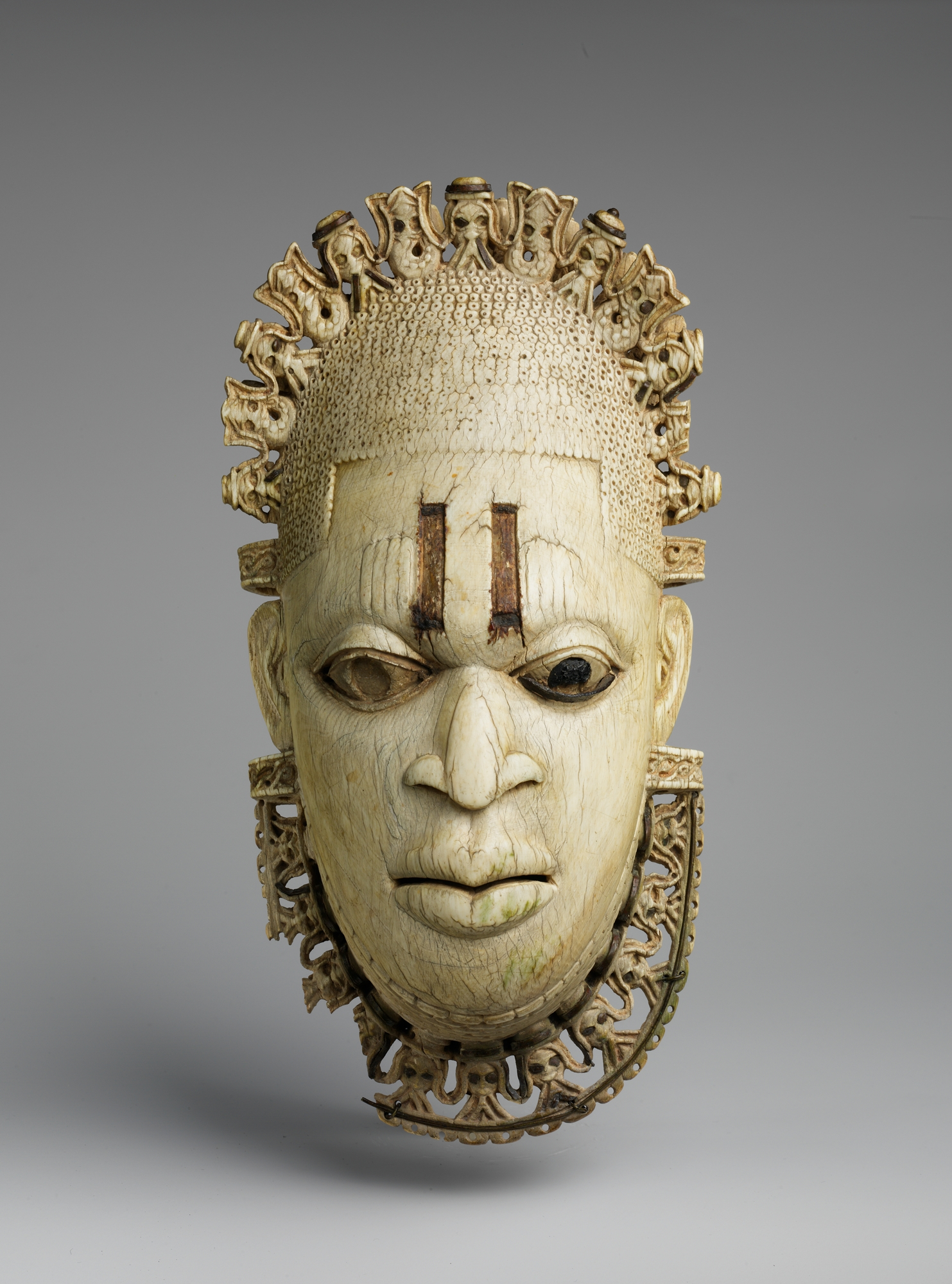
Mască regală
din vremea Regatului Benin, unul dintre artefactele cele mai cunoscute din istoria Nigeriei, fiind expusă în Muzeul Metropolitan de Artă din New York, SUA

Cultura Nok din Nigeria de Nord a lăsat în urmă cele mai vechi sculpturi de teracotă care au fost găsite în aceasta țară.  Civilizatia Nok a inflorit intre anii 500 B.C. si 200 A.D. In partea de nord a țării, civilizatiile Kano and Katsina au de asemenea o istorie care datează pana în 999 AD. Regatul Hausa și Imperiul Kanem s-au dezvoltat datorită comerțului dintre Nordul și Vestul Africii.

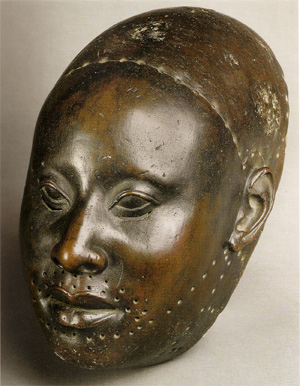
Cap de bronz din Ife, secolul al XII-lea

Regatele Yoruba de Ife și Oyo din sud-vestul Nigeriei au devenit proeminente în secolele 12 și 14. Cele mai vechi rămășite ale fostelor așezări umane din Ife datează din secolul al 9-lea, incluzând figurine din teracota și bronz.

În timpul apogeului teritorial de la sfârșitul secolului al XVII-lea și începutul secolului al XVIII-lea, regatul Oyo și-a extins influența de la vestul Nigeriei până la Togo din zilele noastre. Un alt imperiu care a existat în zona este Regatul Benin, situat în zone Nigeriei de sud-vest. Puterea Regatului Benin a durat între secole XV și XIX. Dominația lor a ajuns până în zona orașul Eko (un nume din limba edo schimbat mai târziu la Lagos de portughezi) și în continuare.
Regatul NRI al poporului Igbo s-a dezvoltat în secolul al X-lea și a continuat până când a ajuns sub suveranitatea Imperiului Britanic în 1911.
Regatul NRI a fost condus de lideri avant titlul de Eze NRI, iar orașul NRI este considerat a fi lagărul civilizației Igbo. NRI și Aguleri, de unde provine mitul creației poporului Igbo, sunt pe teritoriul clanului Umeuri. Dupa folclorul nigerian, membrii clanului se trag de la personalitatea divina Eri. În Africa de Vest, cele mai vechi obiecte din bronz făcute folosind metoda cerii pierdute au fost găsite în Igbo Ukwu, un oraș sub influenta NRI.

### Evul Mediu (1500-1800)

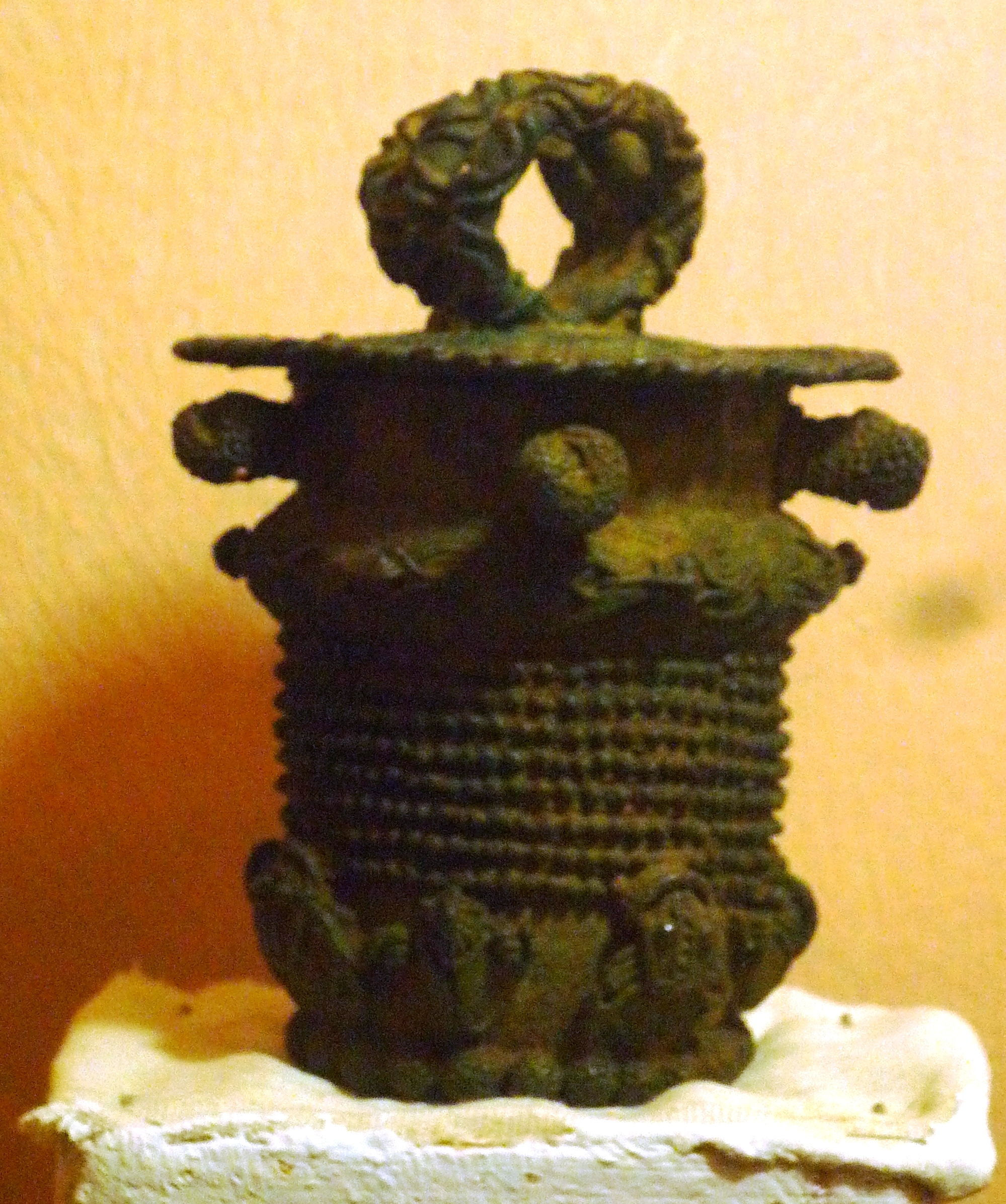
Oală ceremonială de bronz din secolul al IX-lea al culturii Igbo-Ukwu, expus în Muzeul Național al Nigeriei din Lagos

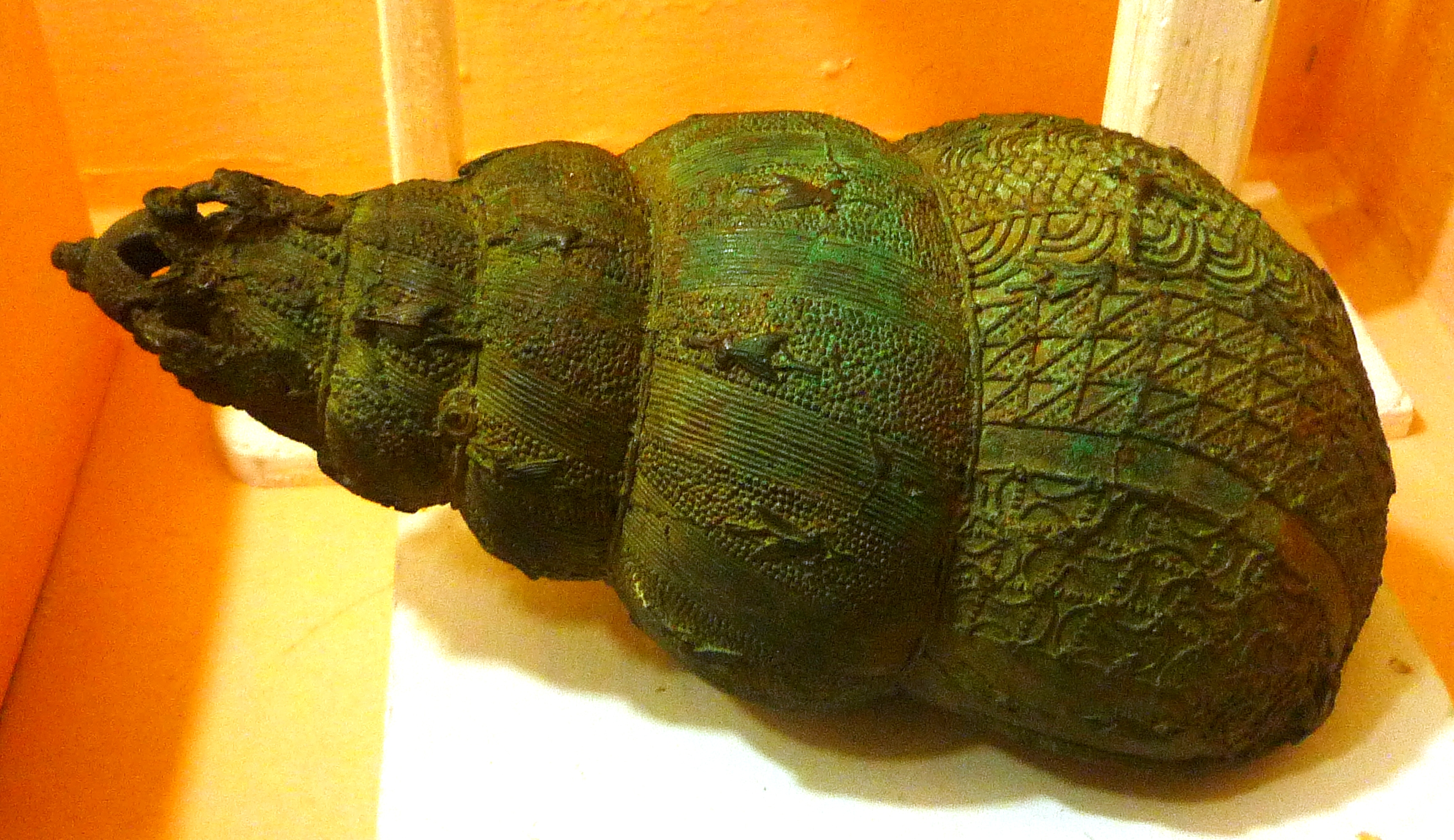
Vas ceremonial de bronz în formă de cochilie de melc din secolul al IX-lea al culturii Igbo-Ukwu, expus în Muzeul Național al Nigeriei din Lagos

De-a lungul secolelor, diferite popoare aflate pe teritoriul Nigeriei de astăzi făceau comerț pe uscat cu comercianții din Africa de Nord. Orașele din zona au devenit centre regionale într-o rețea largă de rute comerciale care se întindeau pe vestul, centrul și nordul Africii. În secolul al XVI-lea, exploratorii spanioli și portughezi au fost primii europeni care au intreprins comerț semnificativ direct cu popoarele din Nigeria, în porturile Lagos și Calabar. Europenii făceau comerț in mare parte cu popoarele de langa coastă; Treptat s-a intreprins și comerțul cu sclavi peste Oceanul Atlantic.

În mod tradițional, prizonierii de război erau făcuți sclavi de către cuceritori. De obicei, captivii erau luați înapoi în teritoriul cuceritorilor, și supuși la munci forțate; în timp, aceștia erau integrați în societatea cuceritorilor.

Sclavia a existat, de asemenea, si în teritoriile care cuprind Nigeria din zilele noastre,  atingand apogeul spre sfârșitul secolului al XIX-lea. Conform Enciclopediei de Istorie din Africa, "Se estimează că prin anii 1890 cea mai mare populație de sclavi a lumii (aproximativ 2 milioane de oameni) era concentrată în teritoriile Califatului Sokoto. Utilizarea forței de muncă a sclavilor a fost folosita în special în agricultură. " 
Imperative legale (comerțul transatlantic cu sclavi a fost făcut ilegal de către Marea Britanie în 1807) și economice (dorința pentru stabilitate politică și socială) au condus marile puteri europene în a sprijini cultivarea pe scară largă a produselor agricole, cum ar fi palmierii, pentru a fi utilizați în industria europeană.

### Colonizarea britanică (1800-1960)
În comerțul cu sclavi s-au implicat state europene precum Marea Britanie, Țările de Jos, Portugalia, companii private, precum și alte state africane. Cu toate astea, la sfârșitul secolului al XVII-lea și începutul secolului al XVIII-lea, sentimentul anti-sclavie a început sa crească. Ca urmare, Marea Britanie a interzis comerțul cu sclavi în 1807. După războaiele napoleoniene, Marea Britanie a înființat Escadrila Africii de Vest în încercarea de a opri traficul internațional de sclavi.  Aceasta intercepta navele altor națiuni care părăseau coasta africană cu sclavi; navele confiscate erau duse în Freetown, o colonie în Africa de Vest înființată pentru reinstalarea sclavilor eliberați din coloniile britanice.

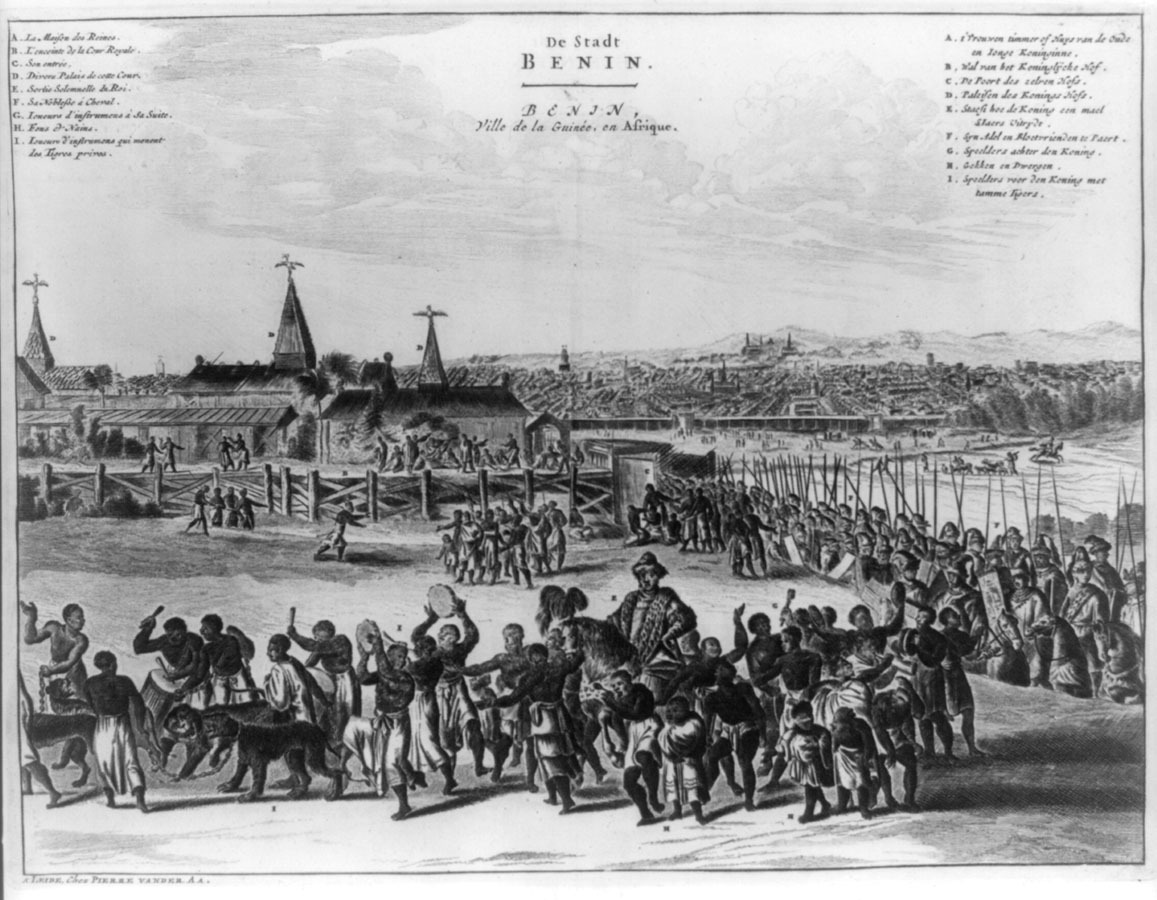
Orașul Benin în secolul al XVII-lea; în prim plan este ilustrat conducătorul beninez, ce purta titlul de Oba. Imaginea apare în cartea O descriere a Africii, publicată la Amsterdam în 1668.

În 1885, cererile britanice de a crea o sfera de influență în Africa de Vest au fost recunoscute de alte țări europene. În anul următor, Marea Britanie a aprobat compania Royal Niger Company sub conducerea lui Sir George Taubman Goldie. În 1900, guvernul britanic a preluat controlul companiei pentru a putea consolida formarea sferii de influentă. Pe 1 ianuarie 1901 Nigeria a devenit un protectorat britanic, făcând astfel parte din Imperiul Britanic, prima puterea mondială la momentul respectiv. În secolele XIX și XX, mai multe regate independente de pe teritoriul Nigeriei de astăzi au luptat împotriva extinderii Imperiului Britanic pe teritoriul lor. Cu toate acestea, britanicii au reușit sa cucerească Imperiul Benin în 1897 și confederația Aro în (1901-1902). Cucerirea acestor state a permis Imperiului Britanic își extindă influenta în zona Nigerului.
În anul 1914 britanicii au unit în mod oficial zona Nigerului într-un singur stat denumit Colonia și Protectoratul Nigeriei . Din punct de vedere administrativ, Nigeria a rămas împărțită în Protectoratul Nigeriei de Nord, Protectoratul Nigeriei de Sud și colonia Lagos. Locuitorii din regiunea de sud a Nigeriei au avut o interacțiune mai puternica, atât economică cât și culturală, cu britanicii și ceilalți europeni din cauza comerțului din zona de coastă.
Misionarii creștini trimiși în Nigeria au înființat instituții de învățământ occidentale. În cadrul politicii Marii Britanii de "conducere indirecta" și de respectare a tradiției islamice din zonă, misiunile creștine nu au fost încurajate în partea de nord, islamică a țării.  De-a lungul timpului, unii copii ai elitei din sud au mers în Marea Britanie să urmeze studii superioare. Pană la independența obținută în 1960, diferențele dintre partea de sud și partea de nord în accesul la educație au devenit clar vizibile. Aceste diferențe regionale încă mai există și astăzi, deși sunt mai puțin pronunțate. Diferențele acestea apar inclusiv în viața politică, întrucât nordul Nigeriei a abolit sclavia abia în 1936, în timp ce în alte părți ale Nigeriei abolirea sclaviei a fost făcuta în secolul al XIX-lea, imediat după colonialism. 
După al doilea război mondial, ca răspuns la creșterea naționalismului nigerian, guvernul britanic a creat mai multe constituții succesive care au oferit Nigeriei din ce în ce mai multă independență. Pe la mijlocul secolului al XX-lea, o mișcare puternică de independență a lovit Africa, Nigeria devenind astfel un stat independent în anul 1960.

### Perioada de independență (1960)
Pe data de 1 octombrie 1960, Nigeria a câștigat independența față de Marea Britanie. La conducerea guvernul nigerian a ajuns o coaliție de partide conservatoare: Partidul National Nigerian, un partid dominat de locuitorii din nord și cei afiliați credinței islamice, precum și Consiliul Național al Nigeriei și Camerunului condus de Nnamdi Azikiwe, un partid afiliat etniei Igbo și credinței creștine. Azikiwe a devenit guvernator-general al Nigeriei în 1960. Opoziția a fost alcătuita de partidul relativ liberal Action Group (AG) condus de Obafemi Awolowo, care a fost în mare parte dominat de yoruba.  Intre cele trei mari grupuri etnice: Hausa ("nordicii"), Igbo ("esticii") și Yoruba ("Vesticii") au existat diferențe mari din punct de vedere cultural și politic. 
Un dezechilibru politic s-a produs odată cu de rezultatul referendumului din 1961, când teritoriul Camerun de Sud a hotărât să se unească cu Republica Camerun în timp ce Camerunul de Nord a ales să rămână în Nigeria. Partea de nord a țării a devenit așadar mult mai mare decât partea de sud. În 1963, Nigeria a devenit Republică Federală iar Azikiwe primul său președinte. După alegerile din 1965, Partidul Național Democrat Nigerian a ajuns la putere în regiunea de vest.

### Războiul civil (1967-1970)
Iregularitățile și corupția procesului electoral și politic au condus în 1966 la mai multe lovituri de stat militare succesive. Prima lovitura de stat a fost în ianuarie 1966 și a fost executată de soldați Igbo sub conducerea lui Emmanuel Ifeajuna și Chukwuma Kaduna Nzeogwu. Acesta nu a avut succes în totalitate: deși complotiștii au reușit să ucidă pe prim-ministrul Abubakar Tafawa Balewa, premierul Ahmadu Bello al regiunii de nord și premierul Ladoke Akintola din regiunea de vest, aceștia nu au reușit să formeze o coaliție de guvernare. Prin urmare, președintele Nwafor Orizu a predat controlul guvernului armatei, sub comanda generalului Johnson Aguiyi-Ironsi.
Mai târziu în 1966 a avut loc o contra-lovitură de stat susținută în principal de către ofițeri militari din regiunea nordică, locotenent-colonelul Yakubu Gowon ajungând astfel șeful statului. Această instabilitate politică a condus la o creștere a tensiunii etnice și la violență.
În luna mai 1967, regiunea de est își declară independența fața de Nigeria; noul stat este numit Republica Biafra și este aflat sub conducerea lui Emeka Ojukwu . Războiul civil nigerian a început când guvernul nigerian atacă Republica Biafră pe 6 iulie 1967 la Garkem. Războiul a durat până în 1970 și s-a caracterizat printr-un asediu continuu asupra regiunii Biafra.  Se estimează între 1 și 3 milioane de persoane au murit în fosta regiune de est din cauza razboiului, bolilor și a foamei. 
Multe state precum Franța, Egiptul, Uniunea Sovietică sau Marea Britanie au fost indirect implicate în acest război civil. Marea Britanie și Uniunea Sovietică au fost principalele surse militare ale guvernului nigerian în timp ce Franța și alții au ajutat Republica Biafră. De asemenea, Nigeria a folosit piloți egipteni în luptele aeriene. 

### Juntele militare (1970-1999)
În timpul boom-ul petrolier din anii 1970-1980, Nigeria a aderat la OPEC iar economia a crescut datorită veniturilor generate din producția de petrol. Cu toate acestea, administrația militară nu a folosit veniturile în mod eficient pentru a îmbunătății nivelul de trai al populației, ajuta întreprinderile sau investii în infrastructură. Odată ce subvențiile din petrol au început să alimenteze bugetul federal al statelor Nigeriei, guvernul federal a devenit centrul luptei politice și al puterii în țară. Pe măsură ce producția și veniturile din petrol au crescut, guvernul nigerian a devenit tot mai dependent de veniturile din petrol și nu a reușit să diversifice economia. 
Începând cu 1979, nigerieni au asistat la o scurtă revenire la democrație, atunci când Olusegun Obasanjo a transferat puterea la un regim civil condus de Shehu Shagari. Ulterior guvernul Shagari a fost perceput ca fiind corupt și incompetent de practic toate sectoarele societății nigeriene. Imediat după realegerea frauduloasă a regimului în 1984, lovitura de stat militară a lui Muhammadu Buhari a fost în general percepută ca o evoluție pozitivă.  Buhari a promis reforme majore, dar guvernul său nu s-a descurcat mai bine decât cel precedent. Regimul lui a fost răsturnat de o altă lovitură de stat militară din 1985. 
Noul șef al statului, Ibrahim Babangida, s-a autointitulat președinte și comandant suprem al forțelor armate și al Consiliului Militar Suprem de guvernământ. El anunțat oficial revenirea la democrație până în anul 1990. Mandatul lui Babangida a fost marcat de o activitate politică intensă: a instituit Programul Fondului Monetar Internațional de ajustare structurală, pentru a ajuta la rambursarea datoriei internaționale a țării folosind resursele bugetului federal. El a înscris Nigeria în Organizația Conferinței Islamice, care a agravat tensiunile religioase din țară. 
După ce Babangida a supraviețuit o lovitură de stat eșuată, acesta a întârziat promisa revenire la democrație pana în 1992. Pe 12 iunie 1993, alegeri prezidențiale libere și corecte, candidatul Moshood Kashimawo Olawale Abiola ieșind victorios. În consecință, Babangida a anulat alegerile, ceea ce a dus la proteste civile violente. Babangida și-a ținut în cele din urmă promisiunea să renunțe la birou la un guvern civil, dar nu înainte de a numi pe Ernest Shonekan ca șef al guvernului interimar.  Regimul Babangida a fost considerat printre cele mai corupte, fiind responsabil pentru crearea unei culturi de corupție în Nigeria. 

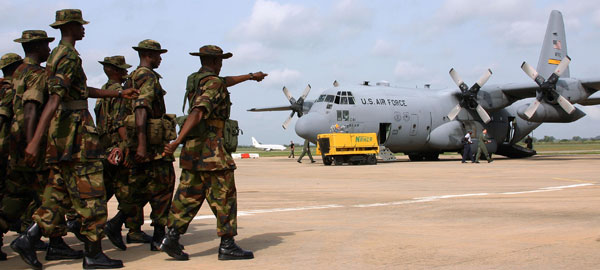
Soldați nigerieni în octombrie 2004 luând parte la Misiunea Organizației Națiunilor Unite in Uniunea Africană, Darfur. Aceștia se pregătesc pentru îmbarcarea pe un avion de marfă tip C-130 al US Air Force.

## Geografie

### Relief

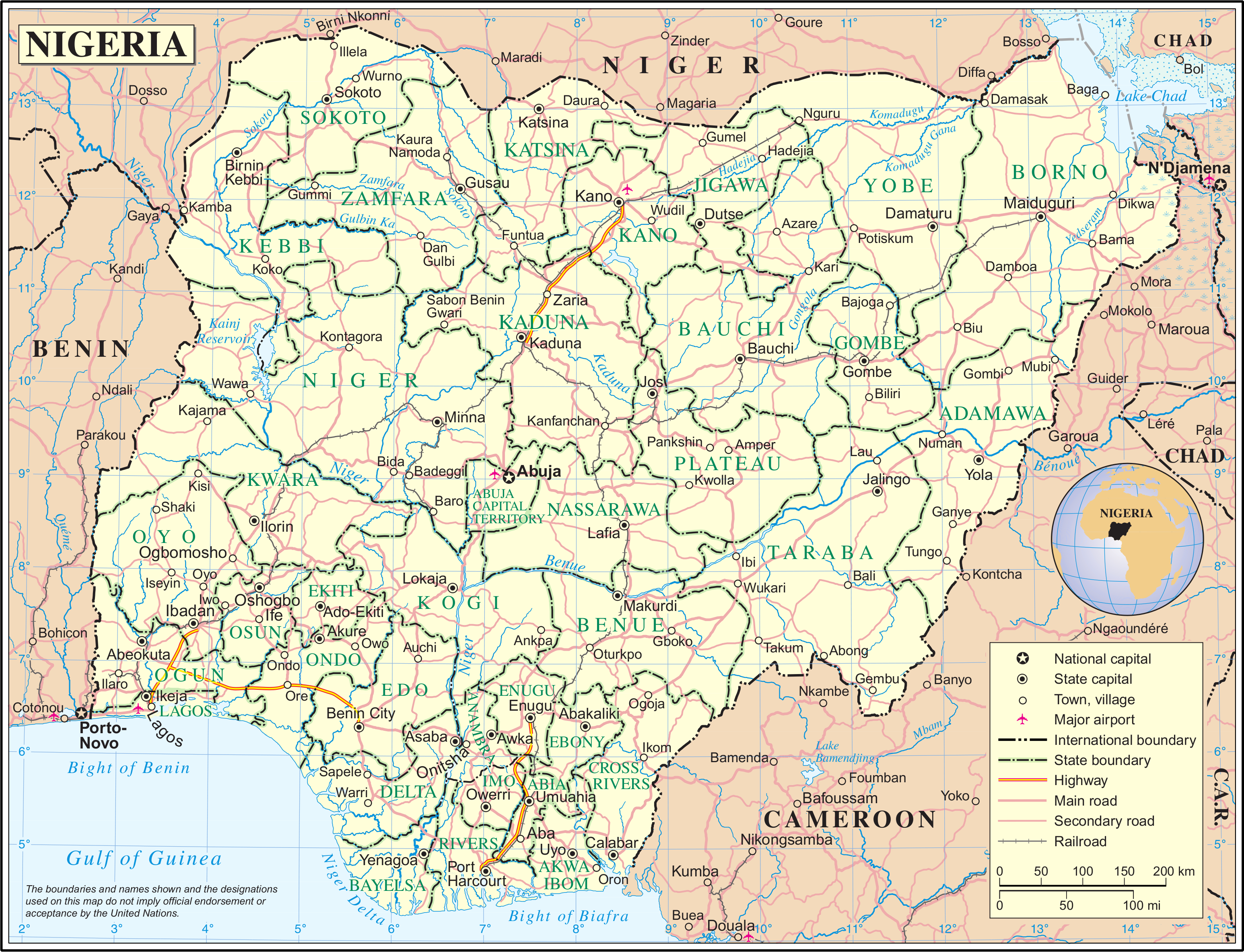
Harta Nigeriei.

Nigeria este situată în vestul africii, aflându-se în Golful Guineei. Având o suprafață totală de 923.768 km², ea este a 32-a țară din lume după suprafață. Mărimea ei este aproximativ ca cea a Venezuelei, fiind de aproape 2 ori mai mare decât California. Ea are 4047 km² de frontieră, țările vecine fiind Benin (773 km), Niger (1497 km), Ciad (87 km), Cameroon (1690 km) și are un litoral cu o lungime de 853 km. Nigeria se află între 4-14° latitudine nordică și 2-15° longitudine estică.
Cel mai înalt punct este Chappal Waddi care se află la o înălțime de 2419 m. Râurile principale sunt Niger și Benue, care se converg revărsându-se în Delta Niger. Aceasta este una dintre cele mai mari delte fluviale din lume și locul unde se află o mangrovă de dimensiuni impunătoare.
Nigeria are un peisaj variat. La sud se întâlnește un climat ecuatorial, unde nivelul anual de precipitații este 60-80 mm. La sud-estul țării se află Platoul Obudu. La sud-est de râul Benue sunt dealuri și munți, care formează Platoul Mambilla, cel mai mare platou din Nigeria. Acest platou se extinde prin granița cu Camerun.
Relieful dintre sudul îndepărtat și nordul îndepărtat este alcătuit din savană. Precipitațiile sunt limitate, între 500 și 1.500 mm/an.  Zona de savana se împarte in trei categorii: mozaic de padure-savană de Guineea, savană Sudan, și savană Sahel. Mozaicul de padure-savană de Guineea este alcătuit din câmpii de iarbă înaltă întreruptă de copaci. Savana de Sudan este similară, având în schimb ierburi și copaci de dimensiuni reduse. Savana de Sahel este format din zone de iarbă și nisip. În regiunea Sahel, precipitațiile sunt mai mici de 500 mm pe an.  În partea de nord-est a țării se află Lacul Ciad, care este împărțit cu Niger, Ciad și Camerun.
Zona din apropierea graniței cu Camerun, aproape de coastă, este pădurea tropicală bogată și o parte din ecoregiunea pădurilor de coastă Cross-Sanaga-Bioko, un important centru pentru biodiversitate. Este un habitat pentru maimuța care se află în sălbăticie numai în această zonă și peste graniță în Camerun. Zonele din jurul Calabar, Cross River State, de asemenea, în această pădure, se crede că conțin cea mai mare diversitate de fluturi din lume. Zona de sud a Nigeriei dintre Niger și Crucea Râului a pierdut cea mai mare parte a pădurii sale din cauza dezvoltării și recoltării prin creșterea populației, înlocuind-o cu pășuni (a se vedea pădurile de tranziție de la Niger).
Totul între sudul îndepărtat și nordul îndepărtat este savana (acoperire nesemnificativă a copacilor, cu ierburi și flori situate între copaci). Precipitațiile sunt mai limitate, între 500 și 1500 milimetri (20 și 60 in) pe an. [92] Zonele de savană din cele trei categorii sunt mozaicul pădurilor savană din Guineea, savana din Sudan și savana din Sahel. Guineana pădure-savană mozaic este câmpiile de iarba înaltă întreruptă de copaci. Sudanul savană este similar, dar cu ierburi mai scurte și copaci mai scurți. Savannahul Sahel este format din pete de iarbă și nisip, găsite în nord-est. [94] În regiunea Sahel, ploaia este mai mică de 500 milimetri (20 in) pe an, iar deșertul Sahara se încalcă [92]. În colțul nord-est al țării se află Lacul Ciad, pe care Nigeria îl împarte cu Niger, Chad și Camerun.

### Clima
În partea de sud a țării se găsește un climat tropical, influențat de musonii ce provin din Oceanul Atlantic de Sud și aduc în regiune mase de aer cald și umed. În acest climat ecuatorial temperatura este aproape constantă pe tot parcursul anului. De exemplu, orașul Warri din partea de sud a Nigeriei înregistrează un maxim de 28° C în luna cea mai caldă, în timp ce temperatura cea mai joasă este de 26° C în luna cea mai rece. Partea de sud a Nigeriei este caracterizată de ploi abundente. Precipitațiile anuale în această regiune sunt foarte mari, depășind uneori 2.000 de mm/an.
În partea centrală și vestică a Nigeriei se găsește climatul tropical de savană.
Acest climat prezintă un sezon ploios bine marcat și un sezon uscat cu un singur vârf cunoscut sub numele de maximă de vară, datorită distanței față de ecuator. Temperaturile sunt peste 18° C pe tot parcursul anului. Abuja, capitala Nigeriei care se află în centrul țării, are o temperatură care variază intre 18,4° C și 36,9° C, precum și precipitații anuale de aproximativ 1.500 mm cu un maxim de precipitații în luna Septembrie. 
Partea de nord a Nigeriei prezintă un climat tropical uscat. Cantitatea anuală de precipitații este mai mică în comparație cu partea de sud și centrală a Nigeriei. Sezonul ploios în partea de nord a Nigeriei durează doar trei-patru luni (iunie-septembrie). Restul anului este cald și uscat cu temperaturi care urcă și până la 40° C.
Climat alpin sau de munte se găsește în regiunile muntoase din Nigeria care depășesc 1520 de metri deasupra nivelului mării.

## Demografie
| Orașe importante |           |
| Oraș             | Populație |
| Lagos            | 7,937,932 |
| Kano             | 3,848,885 |
| Ibadan           | 3,078,400 |
| Kaduna           | 1,652,844 |
| Port Harcourt    | 1,320,214 |
| Benin City       | 1,051,600 |
| Maiduguri        | 1,044,497 |
| Zaria            | 1,018,827 |

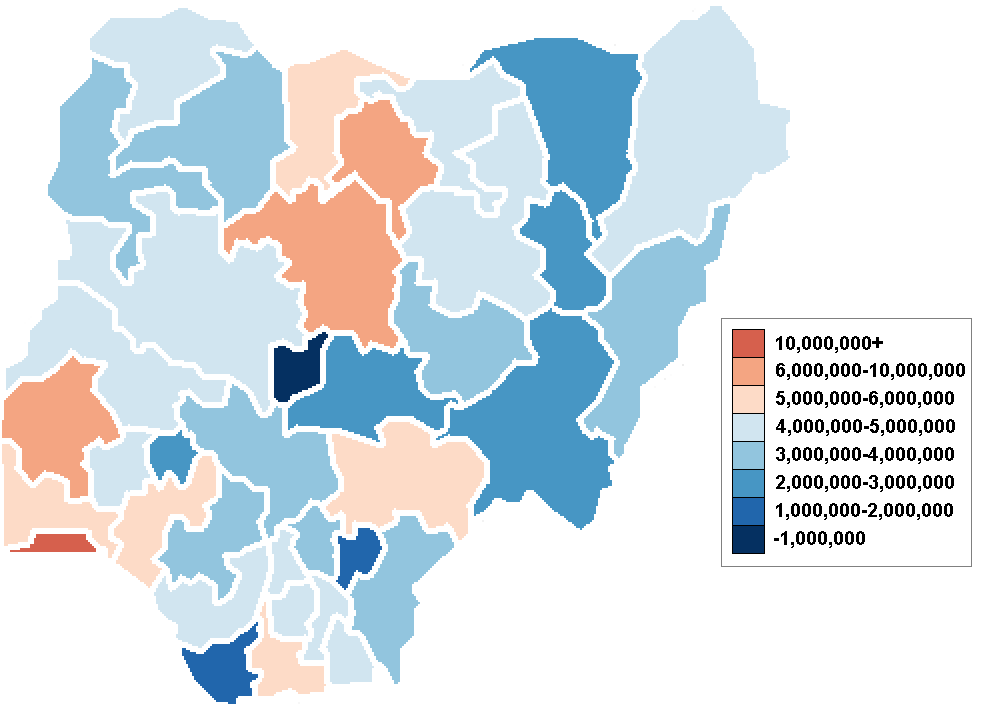
Distribuția populației Nigeriei după statele federale.

Populația din Nigeria a crescut în perioada 1990-2008 cu 57 de milioane, având o rată de creștere de 60%.  Aproape jumătate din populația țării este alcătuită din tineri cu vârsta de maxim 14 ani.  Nigeria este cea mai populată țară din Africa și reprezintă aproximativ 18% din populația totală a continentului. Cu toate acestea, nu se știe exact cât de populată este Nigeria. 
Organizația Națiunilor Unite estimează că populația în 2009 a fost de 154,729,000, iar dintre aceștia 51,7% făceau parte din mediul rural iar 48,3% din mediul urban. Densitatea populației a fost estimată la 167,5 persoane pe kilometru pătrat. Rezultatele recensămintelor naționale din ultimele decenii au fost contestate. Rezultatele celui mai recent recensământ s-au eliberat în Decembrie 2006 și a dat o populație de 140,003,542. Singura categorie disponibila a fost sexul: 71,709,859 de bărbați și 68,293,08 de femei. În iunie 2012, președintele Goodluck Jonathan a declarat că nigerienii ar trebui să-și limiteze numărul de copii. 

### Grupuri etnice
|               |              |                 |
| Harpist Hausa | Bărbați Igbo | Toboșari Yoruba |

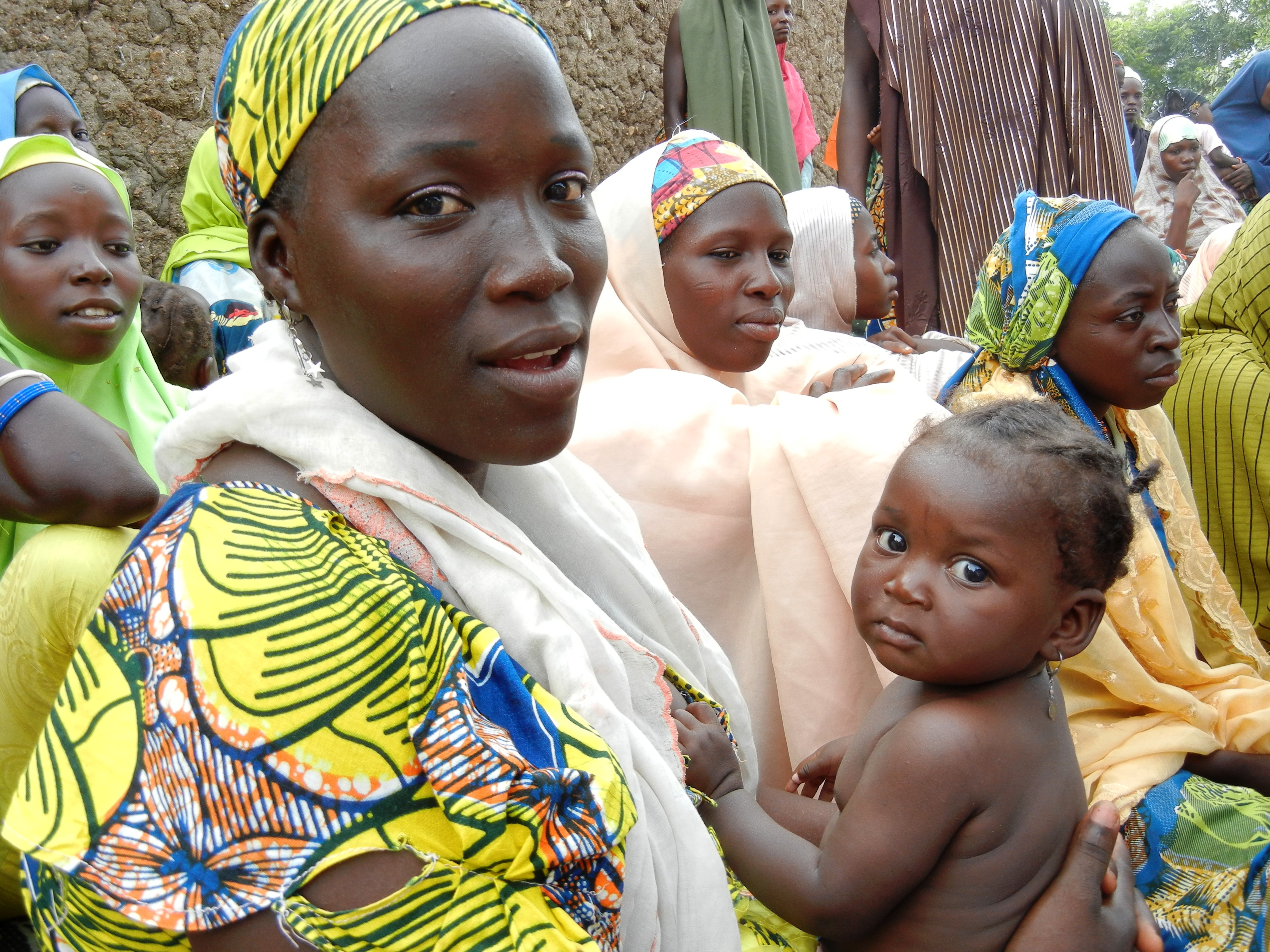
Femeie din nordul Nigeriei care ia parte într-un program de educare a sănătății. Aceasta a dat naștere primului ei copil la vârsta de 15 ani, într-o clinica specializată.

În Nigeria se găsesc mai mult de 250 de grupuri etnice, având diferite limbi și obiceiuri. Cele mai mari grupuri etnice sunt Hausa, Yoruba, Igbo și Fulani, reprezentând mai mult de 70% din populație, în timp ce Edo, Ijaw, Kanuri, Ibibio, Ebira, NUPE, Gwari, Itsekiri, Jukun, Urhobo, Igala, Idoma și TIV cuprind între 25 și 30%; alte minorități alcătuiesc restul de 5%. 
Numărul oficial de persoane aparținând fiecărei etnii a fost mereu controversat și contestat de membri ai diferitelor grupuri etnice care cred că recensământul este aranjat pentru a se obține superioritate numerică unor anumite grupuri etnice (de obicei considerate a fi grupuri din Nord).

### Limbi vorbite
Limba oficială a Nigeriei este limba engleză, care a fost aleasă pentru a facilita unitatea culturală și lingvistică a țării, datorită influenței imperiului britanic care s-a încheiat în anul 1960.
Mulți vorbitori de limba franceză din țările vecine au influențat engleza vorbită în regiunile de frontieră din Nigeria, iar unii cetățeni nigerieni au devenit suficient de fluenți în limba franceză pentru a lucra în țările din jur. 
Cele mai importante limbi vorbite în Nigeria provin din trei familii majore de limbi din Africa: majoritatea fac parte din familia de limbi nigero-congoleze, cum ar fi limbile igbo, yoruba și fulfulde; limba kanuri, vorbită în nord-est, în special în statele Borno și Yobe, face parte din familia nilo-sahariană; iar limba hausa face parte din familia de limbi afro-asiatice.

### Religie
Religia în Nigeria (2011)
     Islam (50,4%)
     Creștinism (48,2%)
     Animism și altele (1,4%)
Islamul și creștinismul sunt religiile majore din Nigeria. Potrivit unor estimări recente, 50% din populația nigeriană aderă la islam (mai ales sunnism), iar creștinismul este practicat de 48% din populație (74% protestanți, 25% catolici, 1% alte denominații). Adepții animismului și ai altor religii reprezintă 1,4% din populație. 
Toate religiile reprezentate în Nigeria au fost practicate în orașele majore în 1990. Islam predomină în nord și are o serie de suporteri yoruba în partea de sud-vest a țării. Nigeria are cea mai mare populație musulmană din Africa sub-sahariană. Protestantismul și creștinismul sunt, de asemenea, prezente în zonele de sud-vest, în timp ce catolicismul este practicat în special de igbo.

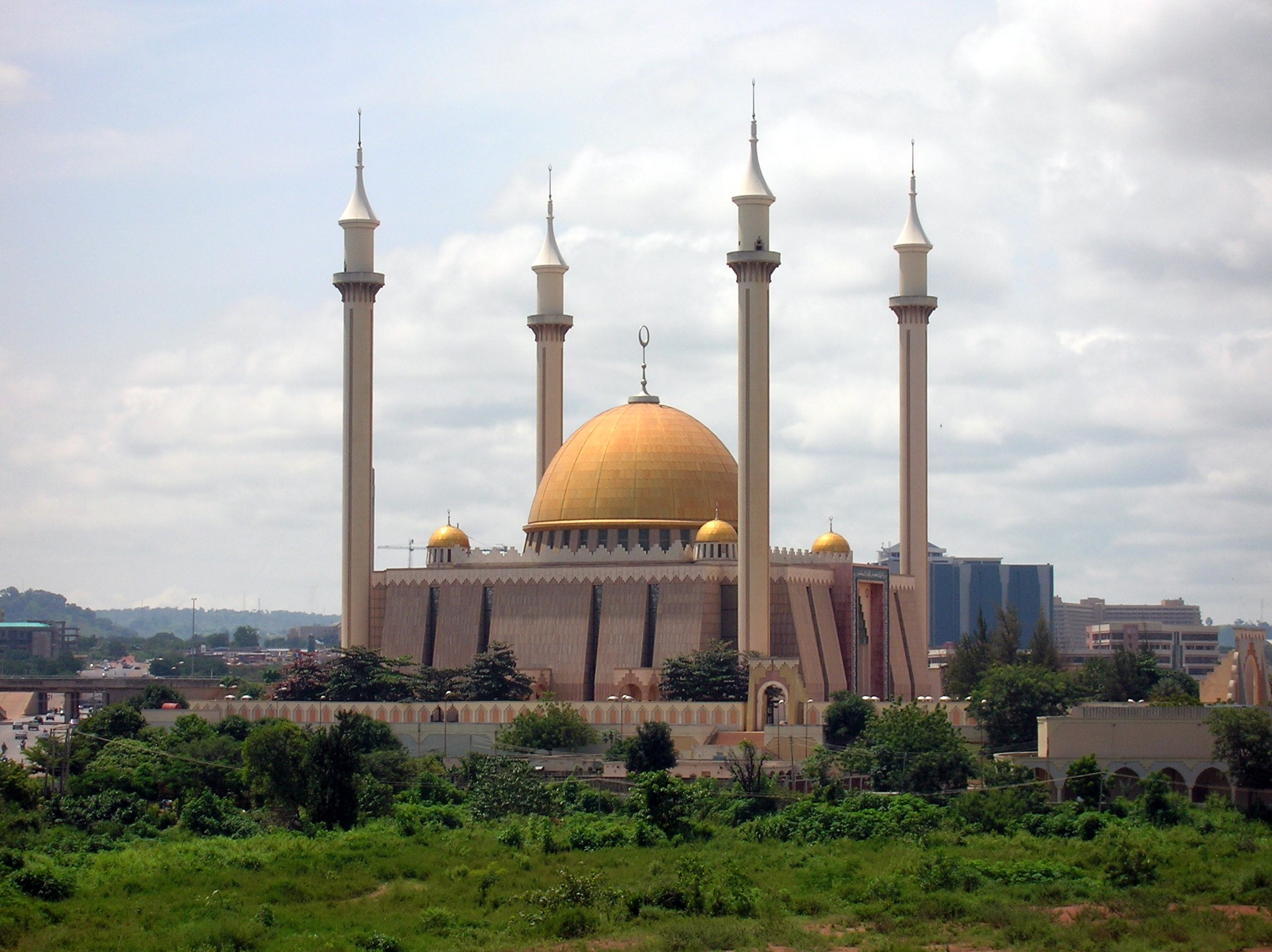
Moscheea națională din Abuja.

## Patrimoniu mondial UNESCO
Până în anul 2011 pe lista patrimoniului mondial UNESCO au fost incluse 2 obiective din această țară.

## Comunicații
În anul 2010, 43,9 milioane de persoane aveau acces la internet.

## Referințe

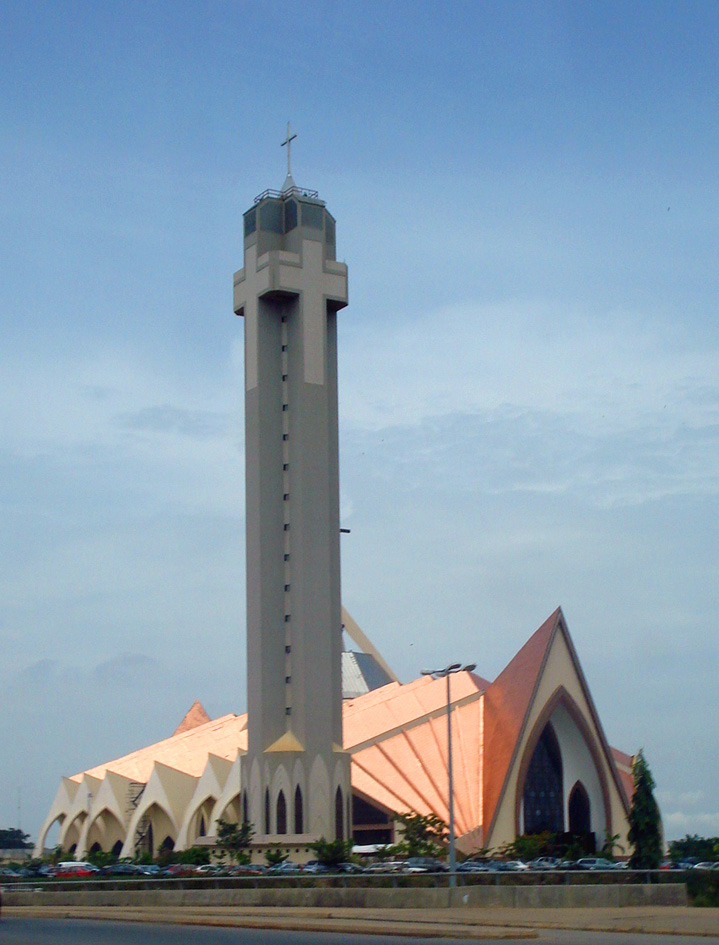
Biserica națională a Nigeriei. Construita în 2005 în Abuja, aceasta este o biserică inter-denominațională (i.e. este folosita de mai multe denominații religioase).